# Boulat Outemouratov
Boulat Outemouratov (en russe : Булат Жамитович Утемуратов, Boulat Jamitovitch Outemouratov ; en kazakh : Болат Жамитұлы Өтемұратов, Bolat Jamitouly Ötemouratov), né le 13 novembre 1957 à Gouriev, est un homme d'affaires, diplomate et philanthrope kazakh.
Selon le classement Forbes, il se hisse au troisième rang des 50 hommes d'affaires les plus riches du Kazakhstan, avec un capital évalué à 3,4 milliards de dollars en octobre 2019.

## Biographie
Boulat Outemouratov naît le 13 novembre 1957 à Gouriev (aujourd'hui Atyraou), en RSS kazakhe, dans une famille de khodjas (en). Marié à Ajar Abjamievna Baïchouakova, il a trois enfants.
Il effectue ses études secondaires à l'école no 3 K.-E.-Vorochilov de Kyzyl-Orda, dont il sort diplômé en 1975. En 1981, il décroche son diplôme d'économie à l'institut d'économie nationale d'Alma-Ata (en). Après une période d'enseignement au sein de cet institut, il travaille dans l'administration commerciale de la ville d'Alma-Ata jusqu'en 1986.
De 1990à 1992, il occupe le poste de chef de département et de direction du Comité d'État pour les relations économiques extérieures, puis collabore auprès du ministère des Relations économiques extérieures de la république du Kazakhstan. En 1992, il est nommé directeur général de la Chambre de commerce kazakhe en Autriche, avant de retourner au pays pour exercer de 1993 à 1995 les fonctions de vice-ministre des Relations économiques extérieures, puis de premier adjoint au ministre de l'Industrie et du Commerce.
En 1996, il est nommé ambassadeur extraordinaire et plénipotentiaire du Kazakhstan en Suisse, et siège en tant que représentant permanent du pays à l'ONU. Il occupe ensuite divers postes au sein de l'administration présidentielle kazakhe : de février 1999 à juin 2003, il est l'assistant du président Noursoultan Nazarbaïev pour la politique étrangère et les questions économiques, puis de juin 2003 à mars 2006, il est le secrétaire de son Conseil de sécurité. De mars 2006 à décembre 2008, il officie en tant que secrétaire général du président ; à partir de juillet 2007, il intègre aussi le conseil politique du parti présidentiel Nour-Otan. De décembre 2008 à mars 2013, il est conseiller indépendant du président.

## Activités financières
Boulat Outemouratov est l'un des principaux entrepreneurs du Kazakhstan. Son premier grand projet est le développement de l'Almaty Trade and Finance Bank, plus connue sous son acronyme ATF Bank (ru), qu'il fonde en 1995. Cette banque, initialement modeste, se mue au fil des années en un établissement financier majeur du pays : en 2006, elle constitue la seconde institution financière kazakhe, avec 150 succursales en Asie centrale et des actifs de plus de 8 milliards de dollars américains (soit une part de marché de 11,8 % à l'échelle nationale). En 2007, Outemouratov vend finalement ATF au groupe italien Unicredit pour un montant de 2,3 milliards de dollars américains, ce qui constitue alors le plus grand investissement jamais réalisé en Asie centrale par un grand groupe financier occidental.
Après la crise de 2008, il crée deux autres banques : Kassa Nova, la première banque de microcrédit au Kazakhstan, et ForteBank, une banque d'affaires. En mai 2014, il conclut avec le fonds souverain kazakh Samrouk-Kazyna un accord par lequel il lui rachète ses parts dans un autre établissement bancaire, la Temirbanka, ainsi qu'une partie du capital détenu par le fonds dans l'Alians Banka. À la suite de la transaction, cette dernière reste majoritairement détenue par Samrouk-Kazyna avec 51 % des actions ordinaires et privilégiées, tandis qu'Outemouratov devient l'actionnaire majoritaire de la Temirbanka.
Avec VimpelCom Ltd, il possède deux opérateurs de télécommunications : KarTel au Kazakhstan et Sky Mobile au Kirghizistan, opérant sous la marque Beeline.

## Activités sociales et caritatives
En août 2007, Outemouratov est élu président de la Fédération kazakhe de tennis (en). Depuis 2015, il est aussi membre du conseil d'administration de la Fédération internationale de tennis (FIT) et du comité de la Coupe Davis, tout en s'impliquant activement dans le développement du tennis mondial. Il a reçu les prix de la Fédération internationale de tennis et de la Fédération asiatique de tennis (en) pour sa contribution fructueuse au développement du tennis au Kazakhstan. En septembre 2019, il est nommé vice-président de la FIT, avant d'organiser le mois suivant un match de charité à Nour-Soultan entre Novak Djoković et Rafael Nadal. Le soutien financier fourni par la Fédération kazakhe de tennis incite par ailleurs la joueuse de tennis Elena Rybakina, née citoyenne russe, à passer sous les couleurs du Kazakhstan dès 2018 : à ce titre, lorsqu'elle remporte le tournoi de Wimbledon 2022, elle remercie publiquement Outemouratov (présent au bord du court) d'avoir cru en elle.
En 2014, il crée une fondation caritative portant son nom. En 2019, elle avait investi au total 6 milliards de tengués pour la mise en œuvre de projets caritatifs dans les domaines de l'éducation, de la santé, de la culture, de la science, du soutien aux victimes de catastrophes naturelles et technologiques et de la construction de logements pour les personnes vulnérables. En mars 2020, la fondation alloue par ailleurs 200 millions de tengués pour des mesures de lutte contre la pandémie de Covid-19 dans les villes de Nour-Soultan et d'Almaty ; elle offre par la suite au ministère kazakh de la Santé deux laboratoires de dépistage de la maladie, acquis dans ces deux villes pour la somme de 4 millions de dollars américains,.
À la suite du séisme de 2023 en Turquie et en Syrie, Outemouratov fait don de cinq millions de dollars à la Direction turque de gestion des catastrophes et des situations d'urgence (AFAD).

## Carrière
En 1992, Noursoultan Nazarbaïev, le président nouvellement élu du Kazakhstan, a envoyé Outemouratov en Suisse pour effectuer quelques transactions financières.
Il est ensuite nommé ambassadeur du Kazakhstan en Suisse en 1995, et le reste jusqu'en 1999, date à laquelle il est nommé conseiller présidentiel pour les affaires économiques à l'étranger.
Outemouratov réalise sa première plus-value en 2007, en vendant la banque ATF à la banque italienne Unicredit pour 2,1 milliards de dollars, puis en vendant ensuite en 2013 ses actifs miniers à Glencore Xstrata et au fonds souverain d'investissement kazakh.
Boulat Outemouratov est notamment un actionnaire majeur de Verny Capital, qui détient 42 % de Kazzinc (en) — un important producteur d'or, de zinc et de plomb, dont l'opposition kazakhe affirme en 2011 qu'elle a été privatisée dans des conditions qui ont profité à Outemouratov et d'autres initiés proches du pouvoir. Kazzinc fait l'objet l'année suivante d'une vente, toujours sous la supervision d'Outemouratov, à la société anglo-suisse Glencore, qui en devient l'actionnaire majoritaire, pour un montant de 1,4 milliard de dollars.
Par l'intermédiaire de Verny Capital, Outemouratov est également actionnaire de la franchise Burger King au Kazakhstan, dirigée par son fils Anouar, ainsi que d'hôtels Ritz-Carlton à Astana et Vienne. Ses avoirs dans ces entreprises sont toutefois gelés par la justice britannique en novembre 2020 dans le cadre d'un procès intenté par la banque BTA : Outemouratov, qui nie toute infraction, dénonce des falsifications de documents. L'injonction de gel est levée en décembre 2020 à la suite d'un accord entre les deux parties.
En 2017, le parquet néerlandais ouvre une enquête pour suspicion de blanchiment d'argent et de pots-de-vin présumés de Glencore par l'intermédiaire d'une société offshore basée à Curaçao. En 2024, les procureurs néerlandais classe l’affaire et Glencore accepte une amende infligée par les autorités suisses,,.

## Récompenses honorifiques
- Ordre de l'Honneur (en) (2002)
- Ordre du Premier Président (en) (2007)
- Citoyen d'honneur de la région de Kyzylorda